# Juegos Panamericanos de Invierno de 1993
Los Juegos Panamericanos de Santiago 1993, oficialmente conocidos como los II Juegos Panamericanos de Invierno, debieran haber sido realizados en la ciudad de Santiago, Chile, entre el 30 de agosto y el 11 de septiembre de 1993. Sin embargo, debido a problemas técnicos y financieros, fueron cancelados.

## Organización

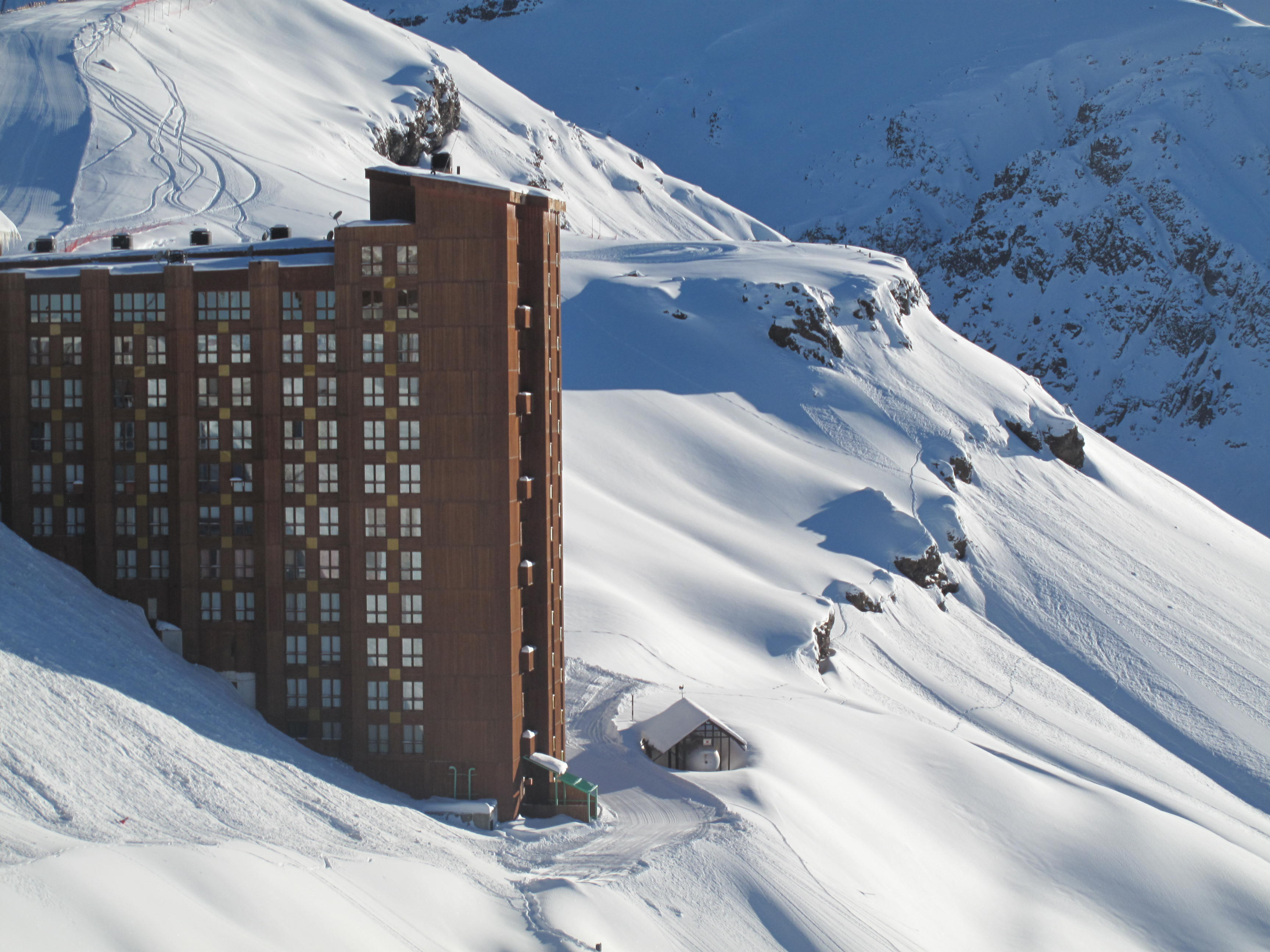
Vista de Valle Nevado, una de las sedes propuestas para el evento.

Chile fue elegido para albergar los segundos Juegos Panamericanos de Invierno en la XXIX Asamblea de la Organización Deportiva Panamericana (ODEPA), celebrada en Ciudad de México en 1991, luego que Canadá desistiera de sus intenciones de albergar el evento. Durante la reunión de ODEPA realizada en Mar del Plata (Argentina) en febrero de 1993, la delegación chilena ratificó la intención de realizar los Juegos.
El presidente del Comité Organizador de los Juegos Panamericanos de Invierno (Copan) era Eduardo Cuevas Valdés, alcalde de la comuna de Lo Barnechea, mientras que su vicepresidente era Sergio Brotfeld (subdirector de Digeder), y su secretario ejecutivo fue John Phillips (vicepresidente segundo del Comité Olímpico de Chile).
El presupuesto elaborado por el Copan en 1993 ascendía a 577 millones de pesos, mientras que los ingresos estimados se calculaban en aproximadamente 250 millones (100 millones aportados por Digeder, 100 millones aportados por empresas privadas mediante auspicios, 50 millones por venta de entradas y gastos de los asistentes, más ingresos menores aportados por el COCh y la Municipalidad de Lo Barnechea). El Ministerio de Obras Públicas invirtió alrededor de 300 millones de pesos para mejorar los caminos de acceso a los centros de esquí en Santiago y Chillán.
A nivel de auspicios, Subaru realizó un aporte monetario al Copan y entregó 10 vehículos 4x4 para el traslado de autoridades y delegaciones, y se entablaron negociaciones con Coca-Cola y Compañía de Cervecerías Unidas, las cuales no llegaron a firmar contratos debido a los problemas administrativos que se sucedieron durante julio de 1993. Eduardo Cuevas señaló que también se había alcanzado un acuerdo con Televisión Nacional de Chile para realizar una cobertura especial diaria de los eventos y un programa de resumen semanal el día sábado.

### Sedes y recintos

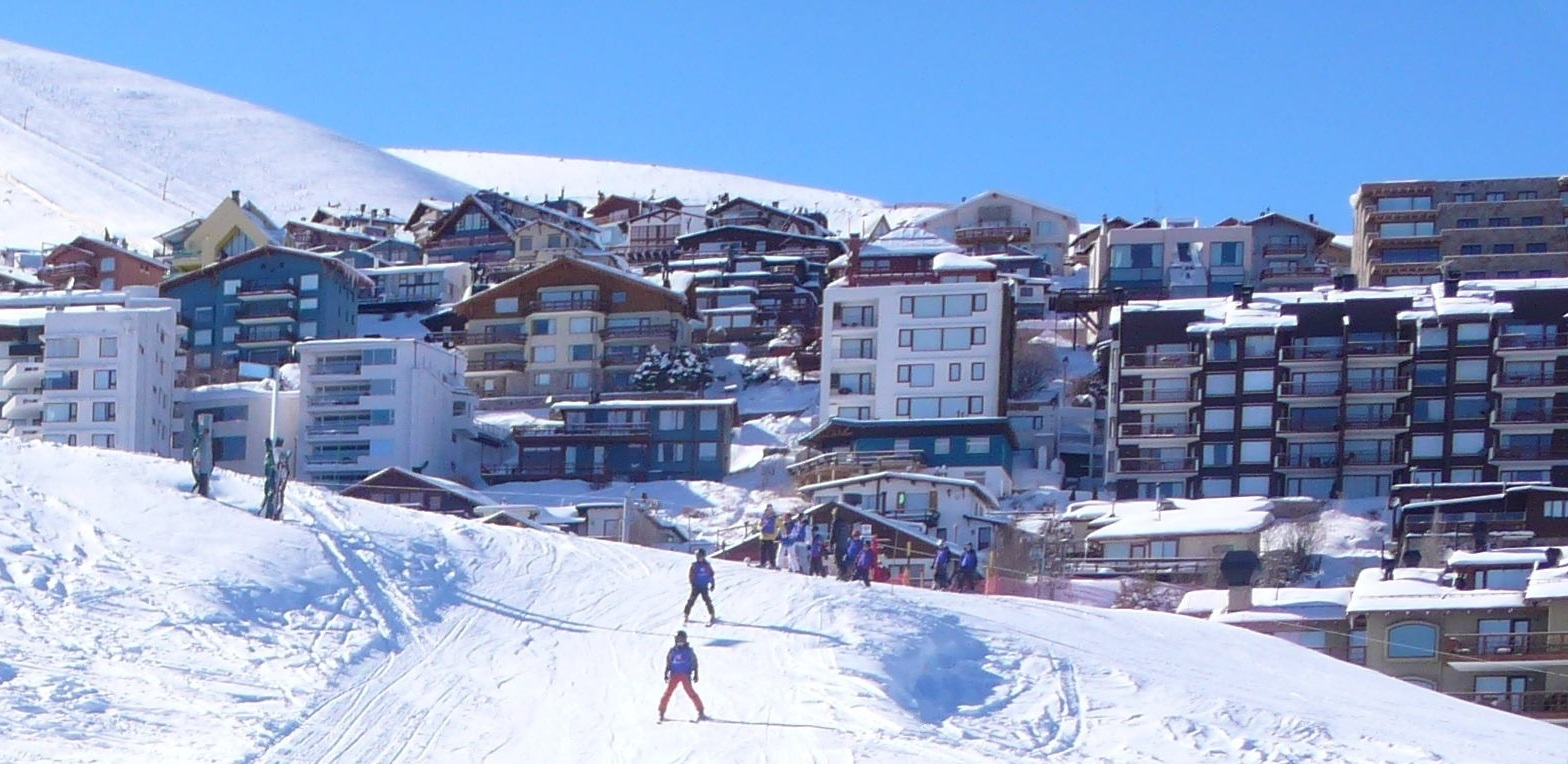
La Parva, una de las sedes propuestas para los Juegos Panamericanos de Invierno.

Las sedes escogidas para desarrollar los juegos fueron los centros de esquí La Parva, Valle Nevado y El Colorado, además del centro de esquí de las Termas de Chillán como subsede para la realización del biatlón, según consta en el presupuesto original del evento. La Parva había sido escogida como lugar de alojamiento de los equipos de Estados Unidos, Suiza y Suecia, habiéndose planificado que en los días previos a los Juegos se hospedaran en El Colorado para realizar entrenamientos. También fueron considerados para alojar a las delegaciones los edificios de Los Ciervos y Monteblanco, así como también el Hotel Holiday Inn Crowne Plaza.
Estaba previsto que la ceremonia de inauguración, programada para el 30 de agosto de 1993, se realizara en Farellones, lugar donde llegaría la Antorcha Panamericana proveniente de la sede del Comité Olímpico de Chile. También se planificaba un programa de actividades culturales que acompañarían a los eventos deportivos de esquí y biatlón.

## Naciones participantes
Las 8 naciones miembros de ODEPA que anunciaron su participación en los Juegos Panamericanos de Invierno de 1993 fueron:
| - Argentina - Bolivia - Brasil - Canadá | - Chile - Costa Rica - Estados Unidos - México |

Además, debido a la inclusión de los Juegos bajo un formato de Copa Continental y la invitación a otras naciones fuera de América, se confirmó la participación de los siguientes países:
| - Alemania - Austria - China - Francia - Inglaterra | - Israel - Italia - Japón - Suecia - Suiza |

## Cancelación

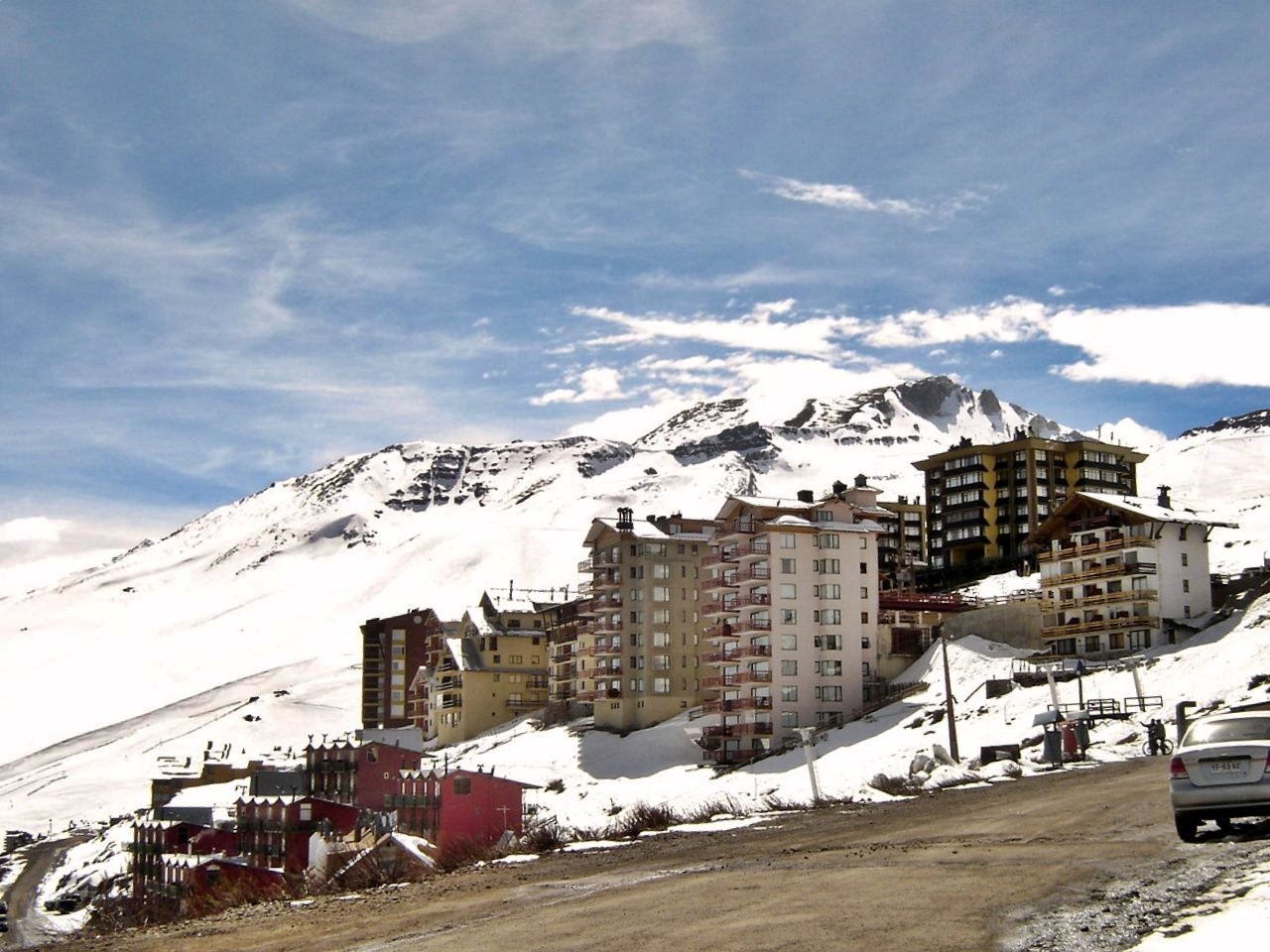
El Colorado, una de las sedes propuestas para el evento.

Durante julio de 1993 surgió una serie de problemas que afectaron la organización de los Juegos Panamericanos de Invierno. El 14 de julio el vicepresidente segundo del Comité Olímpico de Chile (COCh), John Phillips, presentó su renuncia a dicha organización, señalando discrepancias con la directiva encabezada por Sergio Santander Fantini. No obstante su renuncia al COCh, Phillips se mantuvo como secretario ejecutivo del Copan, lo que generó que Santander comunicara el 16 de julio que, dado que su designación en el Copan había sido hecha en calidad de representante del COCh, al renunciar cesaba también en la secretaría ejecutiva del comité organizador de los Juegos Panamericanos; dichas declaraciones de Santander generaron que Eduardo Cuevas (presidente del Copan) confirmara en el cargo a Phillips. El 23 de julio fue publicada en el diario La Época una entrevista a Sergio Santander, en la que acusaba intervención gubernamental en los Juegos Panamericanos de Invierno, lo que motivó la suspensión de la participación de la Dirección General de Deportes (Digeder) en el Copan.
A los conflictos al interior del Copan se sumó la falta de financiamiento: el 21 de julio los ejecutivos de los tres centros de esquí que albergarían los eventos de los Juegos en Santiago enviaron una carta al presidente de la República, Patricio Aylwin, en donde exponían los problemas que aquejaban a la organización del evento. Se estimaba que se requerían aproximadamente 1,5 millones de dólares —mientras que el déficit que dejaría el evento alcanzaría los 200 millones de pesos—, existían retrasos en la importación de los equipos necesarios y no se habían firmado auspicios comerciales hasta el momento, lo que haría imposible la realización del evento en los plazos originales. Dada la situación, en la carta se solicitaba formalmente al gobierno suspender los juegos y que estos fueran realizados en 1994 o 1995.
El 29 de julio Sergio Santander renunció a su participación en el Comité Organizador de los Juegos Panamericanos de Invierno, y al día siguiente el gobierno chileno anunció que no asumiría el déficit financiero que implicaba la realización del evento y que no se entregarían nuevos aportes monetarios a través de Digeder. El 3 de agosto, a menos de un mes para que se realizara la ceremonia de inauguración, el Copan anunció que el COCh solicitaría a la ODEPA la postergación de los Juegos hasta 1994, señalando como razón principal la falta de nieve, sin mencionar los problemas administrativos y financieros; al día siguiente Sergio Santander anunció la cancelación oficial de los Juegos de 1993 y que la realización del evento en 1994 dependería de los estudios correspondientes. Las dificultades que enfrentaron la organización de las dos ediciones de los Panamericanos de Invierno llevaron a la suspensión completa del evento, no realizándose nuevas ediciones en los años posteriores.